# NGC 860
NGC 860 (również PGC 8606) – galaktyka eliptyczna (E), znajdująca się w gwiazdozbiorze Trójkąta. Odkrył ją Édouard Jean-Marie Stephan 18 września 1871 roku.